# Andi Weiss

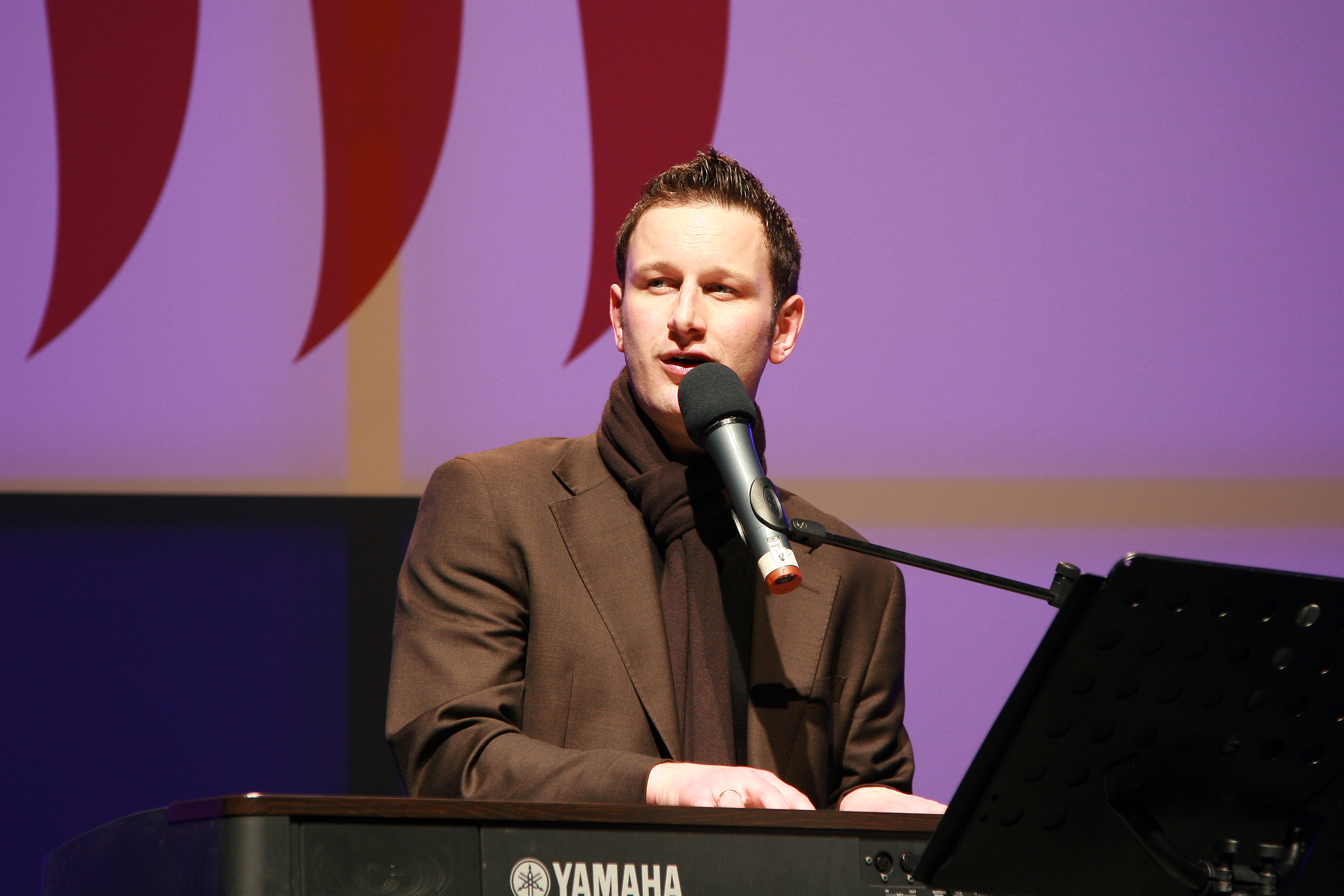
Andi Weiss (2011)

Andi Weiss (* 1977) ist ein deutscher Liedermacher, Logotherapeut und Autor.

## Leben

### Musiker
Andi Weiss ist Musiker, Autor und Logotherapeut aus München, der 2007 durch die Veröffentlichung seines Debütalbums und Ungewohnt leise sowie seinem parallel herausgegebenen Buch Ungewohnt leise: 50 persönliche Begegnungen mit Gott deutschlandweit bekannt wurde. 2009 folgte das zweite Album Liebenswürdig sowie der Gewinn eines David-Awards in der Kategorie „Bester nationaler Künstler“ der christlichen Musikmesse Promikon und die Verleihung des Nachwuchspreises für Songpoeten der Hanns-Seidel-Stiftung im Rahmen der Songs an einem Sommerabend. Sein Auftritt bei den „Songs“ musste wegen Gewitter abgesagt werden, das Lied Zuhause zu sein ist dennoch auf der CD enthalten. Insgesamt spielte Andi Weiss drei Mal bei den „Songs“.
Bislang sind sieben weitere Studioalben erschienen: Liebenswürdig (2011), Heimat (2011), Lieb dich gesund (2013), Laufen lernen (2016), Bis du schläfst (2017) und Gib alles, nur nicht auf! (2019) und Weil immer was geht  (2022).  Aufgrund des speziellen Gesamtkonzepts seiner Konzerte, die neben Liedern auch Geschichten, Erzählungen und instrumentale Pianoarrangements beinhalten, veröffentlichte der Verlag Gerth Medien 2012 ein DVD/CD-Paket unter dem Titel Andi Weiss: Das Konzert. Es folgten weiter Livealben (Lieb dich gesund, 2015, Laufen lernen 2017 und Weil immer was geht 2023). Tausende Auftritte prägten die letzten 15 seines Schaffens als Solokünstler. Dazu gehörten auch mehrfache Auftritte auf dem Deutschen Evangelischen Kirchentag 2023.
Ferner tritt er regelmäßig in Radio- und Fernsehsendungen auf.

### Therapeut
Andi Weiss war hauptberuflich Diakon einer Münchner Kirchengemeinde. Er startete als „damals jüngster Diakon Bayerns.“
Er ist inzwischen in München als Logotherapeut ein Vertreter sinnzentrierter Psychotherapie.

## Privat
Andi Weiss lebt mit seiner Frau Martina Weiss und dem gemeinsamen Sohn in der Nähe von München.

## Diskografie
Studioalben
- Ungewohnt leise. Gerth Medien, 2007
- Liebenswürdig. Gerth Medien, 2009
- Heimat. Gerth Medien, 2011
- Lieb dich gesund. Gerth Medien, 2013
- Laufen lernen. Gerth Medien, 2016
- Bis Du schläfst. Herder Audio, 2017
- Gib alles, nur nicht auf. Gerth Medien, 2019
- Weil immer was geht. 2022

Live
- Das Konzert. DVD&CD, Gerth Medien, 2012
- Lieb dich gesund – LIVE, 2015
- Laufen lernen – LIVE, Gerth Medien 2017
- Weil immer was geht – LIVE, Gerth Medien 2017

Instrumentalalben
- Christmas Piano, Herder Audio, 2018
- Glaubenslieder, Herder Audio, 2019

Sprecher Hörbücher
- David Togni Love Your Neighbour – gelesen von Andi Weiss, Brunnen 2017
- Christa Spannbauer 40 Tage Achtsamkeit – gelesen von Andi Weiss, Herder Audio 2019
- Daniel Böcking Ein bisschen Glauben gibt es nicht – gelesen von Andi Weiss, Gütersloher Verlagshaus 2019
- Klaus-Dieter John Ich habe Gott gesehen – gelesen von Andi Weiss, Brunnen 2020

Mitwirken bei Projekten
- Mario Adorf liest Die Ringparabel, Herder Audio 2017
- Jochen Rieger präsentiert: Lichterglanz. Gerth Medien, 2008
- Raus auf dem Abseits – WM-Charitysong für World Vision, 2006

Zusammenstellungen und Sonderausgaben
- Ungewohnt leise / Liebenswürdig. Doppel-CD, Gerth Medien, 2013

## Bibliografie
- mit Martina Weiss: Nie wieder arbeiten! – Impulse, die dir helfen, das zu lieben was du tust. gerneMontag 2024
- mit Martina Weiss: Weil immer was geht – Impulse für scheinbar ausweglose Momente. Selbstverlag 2022
- mit Martina Weiss: Trauer sucht Trost – Impulse, die das Leben wieder schöner machen. Selbstverlag 2022
- Bis ans Ende der Welt. Gerth Medien 2022, ISBN 978-3-95734-901-9
- mit Martina Weiss: Es wird nicht dunkel bleiben – Erhellende Impulse zur Advents- und Weihnachtszeit, Gerth Medien
- mit Martina Weiss: Vergiss nicht Deine Flügel – Impulse, die Dir helfen, mitten in der Krise über Dich hinauszuwachsen. Selbstverlag 2021
- mit Martina Weiss: ÜBER-LEBEN! – Impulse, die Dir helfen, mitten in der Krise über Dich hinauszuwachsen. (Businessversion) Selbstverlag 2021
- Für mich bist Du ein Wunder! Gerth Medien 2020, ISBN 978-3-95734-663-6.
- Gib alles, nur nicht auf! Das Impulsbuch. Selbstverlag 2019
- Im Dunkel scheint dein Licht. Gerth Medien 2018, ISBN 978-3-95734-505-9.
- Gib alles, nur nicht auf! – Impulse, die Dir helfen, Dein Leben sinnvoll zu gestalten, Selbstverlag 2020.
- Ich weiß, es kommen wieder gute Tage. Gerth Medien 2017, ISBN 978-3-95734-236-2.
- Mit dem Herzen laufen lernen. Gerth Medien 2016, ISBN 978-3-95734-144-0.
- Jeder neue Tag ist ein Geschenk. Gerth Medien 2015, ISBN 978-3-95734-060-3.
- Da hast Du mich getragen. Gerth Medien 2014, ISBN 978-3-86591-975-5.
- Ich für mich. Einschreibbuch mit Martina Weiss, Pattloch Verlag, 2013, ISBN 978-3-629-13031-0.
- Nie tiefer als in Gottes Hand. Gerth Medien 2012, ISBN 978-3-86591-722-5.
- Strandgut: 50 ungewöhnliche Fundstücke, Begegnungen und Erlebnisse. Gerth Medien, ISBN 978-3-86591-408-8.
- Weil ich Himmel in mir fühl. Gerth Medien / Pattloch Verlag, 2011, ISBN 978-3-629-02287-5.
- Wenn du wieder traurig bist. Gerth Medien / Pattloch Verlag, 2011, ISBN 978-3-629-02286-8.
- Heimat oder die Kunst, bei sich selbst zu Hause zu sein. Adeo Verlag, 2011, ISBN 978-3-942208-28-4.
- Inseltage: Eine kleine Geschichte vom Glück, das Leben neu zu begreifen. Adeo Verlag, 2012, ISBN 978-3-942208-58-1.
- Andi-Weiss-Songbook. Gerth Medien Musikverlag, 2011, ISBN 978-3-89615-451-4.
- Denn du bist bei mir: 50 Ermutigungsgeschichten. Gerth Medien 2010, ISBN 978-3-86591-550-4.
- Es wird nicht dunkel bleiben. Gerth Medien 2008, ISBN 978-3-86591-340-1.
- Ungewohnt leise. 50 persönliche Begegnungen mit Gott. Gerth Medien, Aßlar 2007, ISBN 978-3-86591-188-9.

als (Mit)Herausgeber
- ... weiterkommen! Ein Kurs zum Nachfolgen und Leben-Gestalten, mit Thorsten Riewesell (Hrsg.), Born-Verlag, Kassel 2006, ISBN 978-3-87092-410-2.
- Bis ans Ende der Welt : Wahre Geschichten, die Hoffnung schenken, Gerth Medien, Aßlar 2022, ISBN 978-3-95734-901-9.